# Pfarrkirche zur Schmerzhaften Muttergottes (Riffian)

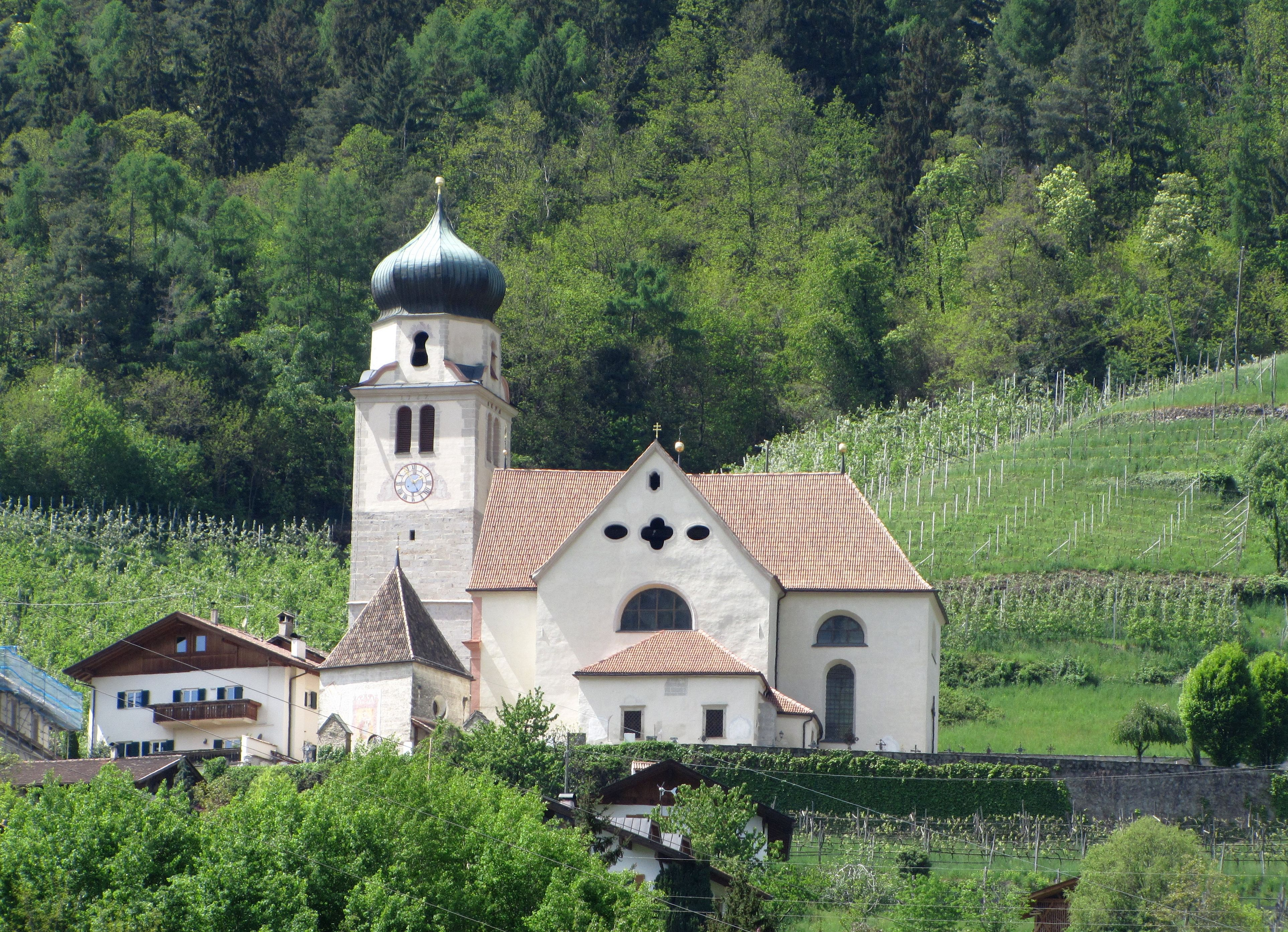
Ansicht der Pfarrkirche von Osten, vor dem Turm die Friedhofskapelle

Die römisch-katholische Pfarrkirche zur Schmerzhaften Muttergottes, auch Zu den Sieben Schmerzen Mariens, ist eine barocke Wallfahrtskirche in Riffian (Südtirol). Gleich neben ihr steht die Kapelle Unsere Liebe Frau am Friedhof, die einen bedeutenden gotischen Freskenschatz beherbergt.

## Geschichte
Der greifbaren Geschichte der Anlage geht eine Entstehungslegende, eine lokale Sage voraus. Dieser zufolge soll ein Bauer des Dorfes in der Nacht mehrmals ein Leuchten in der Passer gesehen haben. Als er mit anderen Bauern dem Leuchten auf den Grund gehen wollte, fand er im Bett des Flusses das Gnadenbild der schmerzhaften Muttergottes in Form einer Pietà. Daraufhin beschlossen die Dorfbewohner, der Figur eine Kapelle zu bauen. Jedoch misslang der Bau am vorgesehenen Ort. Mehrere Arbeiter verunglückten und das Gebäude stürzte immer wieder zusammen. Irgendwann sollen Schwalben die Späne der zerborstenen Balken auf eine nahe Anhöhe gebracht haben, was man als den Willen Mariens deutete, die Kapelle an diesem Ort zu errichten.
Damit begann die Wallfahrtstradition in Riffian, mutmaßlich im 14. Jahrhundert. Sie besteht bis heute, wenn auch eher als soziale Initiative der umliegenden Pfarrgemeinden und Vereine.
Bei der in der Legende genannten Kapelle handelt es sich wohl um die heutige Friedhofskapelle, die einige Zeit lang das Gnadenbild beherbergte.
Die Pfarr- und Wallfahrtskirche geht auf einen romanischen Bau zurück, der im 12. Jahrhundert errichtet wurde. Von diesem hat sich ein Sandsteinrelief erhalten, welches ein Fabeltier zeigt.
1368 wurde eine gotische Kirche errichtet, die 1465 erweitert wurde. Davon zeugen einige Strebepfeiler und ein Portal an der Westseite (1975 freigelegt), die in den barocken Bau übernommen wurden. Auch der massige Unterbau des Turmes stammt aus dieser Zeit. Er sollte ursprünglich die Höhe des Kirchturms der Meraner Pfarrkirche erreichen.
Da die Wallfahrt sich einer immer größer werdenden Beliebtheit erfreute, wurde eine Erweiterung der Kirche unumgänglich. Daher wurde Francesco Delai 1669 damit beauftragt, die Kirche dementsprechend umzubauen. Dieser hob die Ostung der Kirche auf und fügte an Nord- und Südseite das neue Langhaus an. Der alte Bau wurde barock überformt und dient seither als Querschiff, der alte Chor wurde zur Sakristei umfunktioniert. Die umgebaute Kirche wurde 1671 geweiht. 1749 wurde das Gnadenbild aus der Friedhofskapelle in die Kirche übertragen.
Der Turmstumpf erhielt 1767 ein barockes Glockengeschoss und einen Zwiebelhelm. Er wurde 1948 mit Kupfer gedeckt, zuvor war er mit Schindeln bedeckt. Der Turm erreicht eine Höhe von 37 Metern.

## Ausstattung

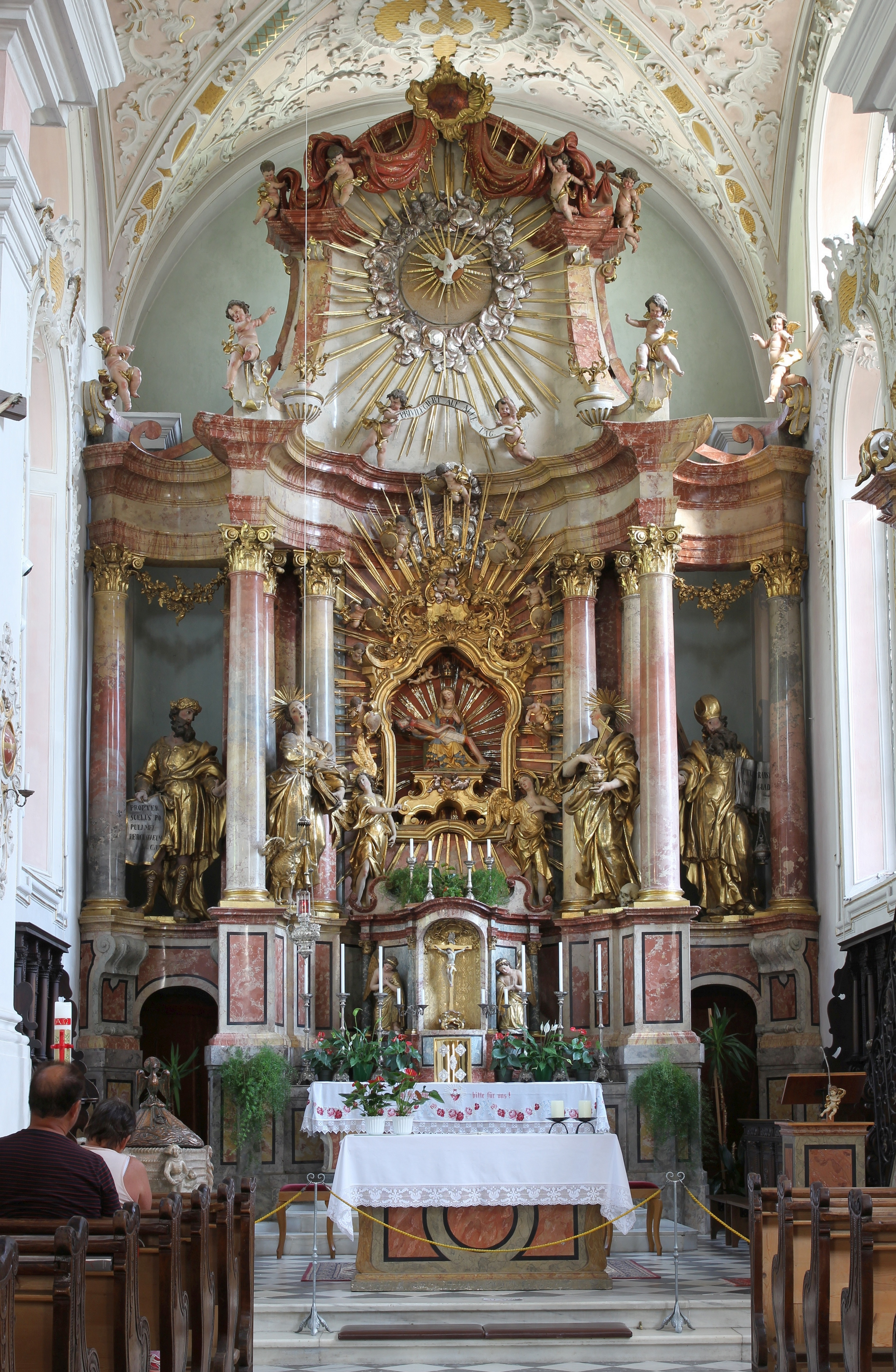
Hochaltar mit Gnadenbild im Zentrum

Zentrales Ausstattungsstück ist der Hochaltar, 1748 von Bartlmä Gratl geschaffen. Im Zentrum steht in einem Strahlenkranz das aus der Zeit um 1415 stammende gotische Gnadenbild aus Ton in Form eines Vesperbildes. Um den Rahmen, in dem sich das Gnadenbild befindet, fliegen sieben Putten, die Miniaturen von Joseph Wengenmayr präsentieren. Diese stellen die sieben Schmerzen Mariens dar. Zwischen den Stuckmarmorsäulen des Altares, mit ihren vergoldeten, kompositen Kapitellen, stehen von links nach rechts die Figuren von Simeon, Johannes dem Evangelisten, Maria Magdalena und Jesaja. Diese Skulpturen stammen von Balthasar Horer und Johann Babtist Forster. Sie wurden von Wengenmayer gefasst. Im Giebel des Altares befindet sich zwischen weiteren Putten eine Darstellung der Heiliggeisttaube. Auf der Altarmensa steht der Tabernakel mit zwei anbetenden Engeln.
Links vor dem Hochaltar befindet sich das älteste Ausstattungsstück der Kirche, ein romanischer fünfeckiger Taufstein aus der Zeit um 1390, dessen Herkunft unbekannt ist. Er ist mit archaischen Skulpturen verziert, welche die Erlösung durch die Taufe, aber auch Tugend und Laster versinnbildlichen. Der hölzerne Deckel mit Heiliggeisttaube stammt aus Gröden und ist eine Zutat von 1910.
Am linken Pfeiler des Triumphbogens hängt ein Kreuz mit einer schmerzhaften Muttergottes, in deren Brust sich ein Schwert bohrt. Beide wurden um 1633 von Hans Patsch geschaffen. Dieser Figurengruppe gegenüber steht die Kanzel, die wie der Altar aus Stuckmarmor um 1750 gefertigt wurde. Auf ihrem Schalldeckel tummeln sich Putten um die vier Evangelistensymbole.
Der linke Seitenaltar besitzt ein Altarblatt aus der Zeit um 1750. Dieses ebenfalls von Wengenmayr gemalte Bild zeigt Maria als Rosenkranzkönigin, umgeben von weiteren Heiligen. Der Altar selbst wurde 1697 von Kassian Götsch geschaffen. Neben diesem Altar steht die sogenannte Polstermadonna, die Anfang des 16. Jahrhunderts entstand.
Der rechte Seitenaltar zeigt Maria als Immaculata, ein Bild von Matthias Pussjäger aus dem Jahr 1720. Der Altaraufbau selbst entstand 1716. Seinen Giebel, auf dem eine Figur des hl. Erzengels Michaels steht, ziert eine Gottvaterdarstellung.
Das zentrale Deckenfresko wurde 1777 von Joseph Leopold Strickner gemalt, es zeigt die Himmelfahrt Mariens sowie die Evangelisten mit ihren Symbolen in den Gewölbezwickeln. Letztere wurden 1897 nochmals von Hans Rabensteiner übertüncht. Dieser malte auch die Bilder an den Seitenwänden.
An der rechten Seitenwand steht zudem der Grabstein für Beatus a Porta, einen Bischof von Chur, der in den Wirren der Reformation aus Chur vertrieben wurde, 1590 als Pfarrer von Tirol starb und hier beigesetzt wurde.

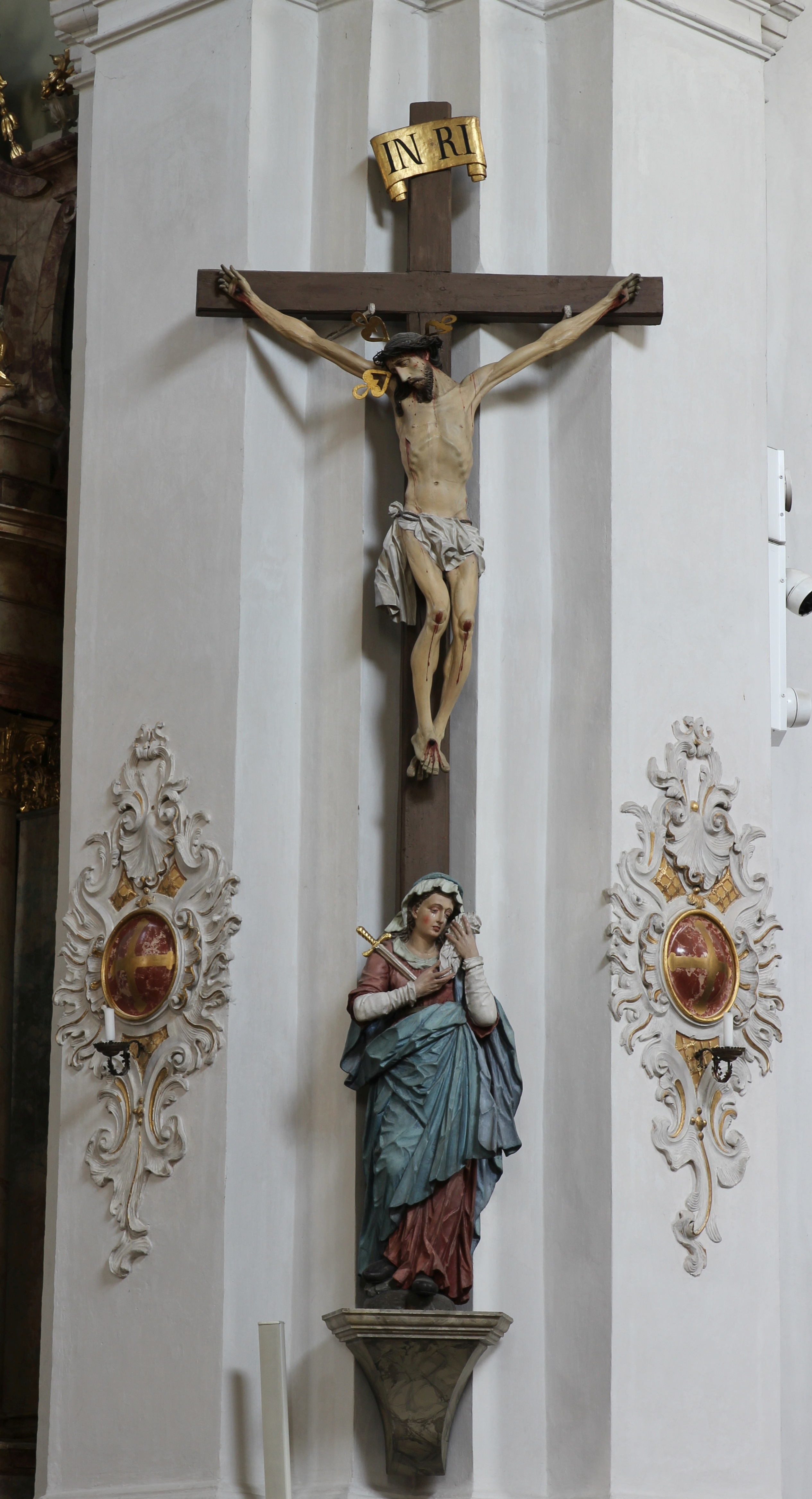
Kreuzigungsdarstellung
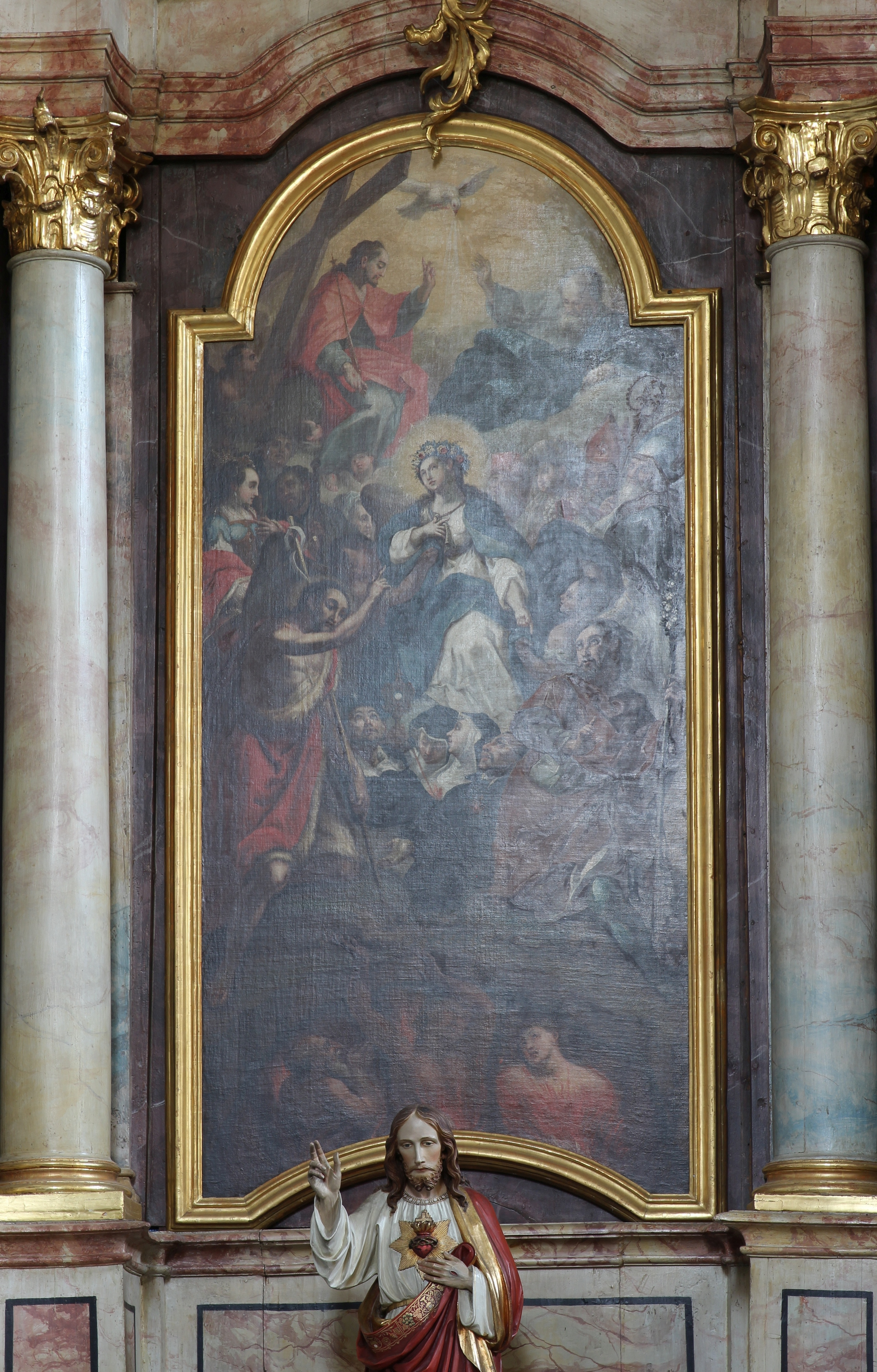
Altarblatt des linken Seitenaltars

## Kapelle Unsere Liebe Frau am Friedhof

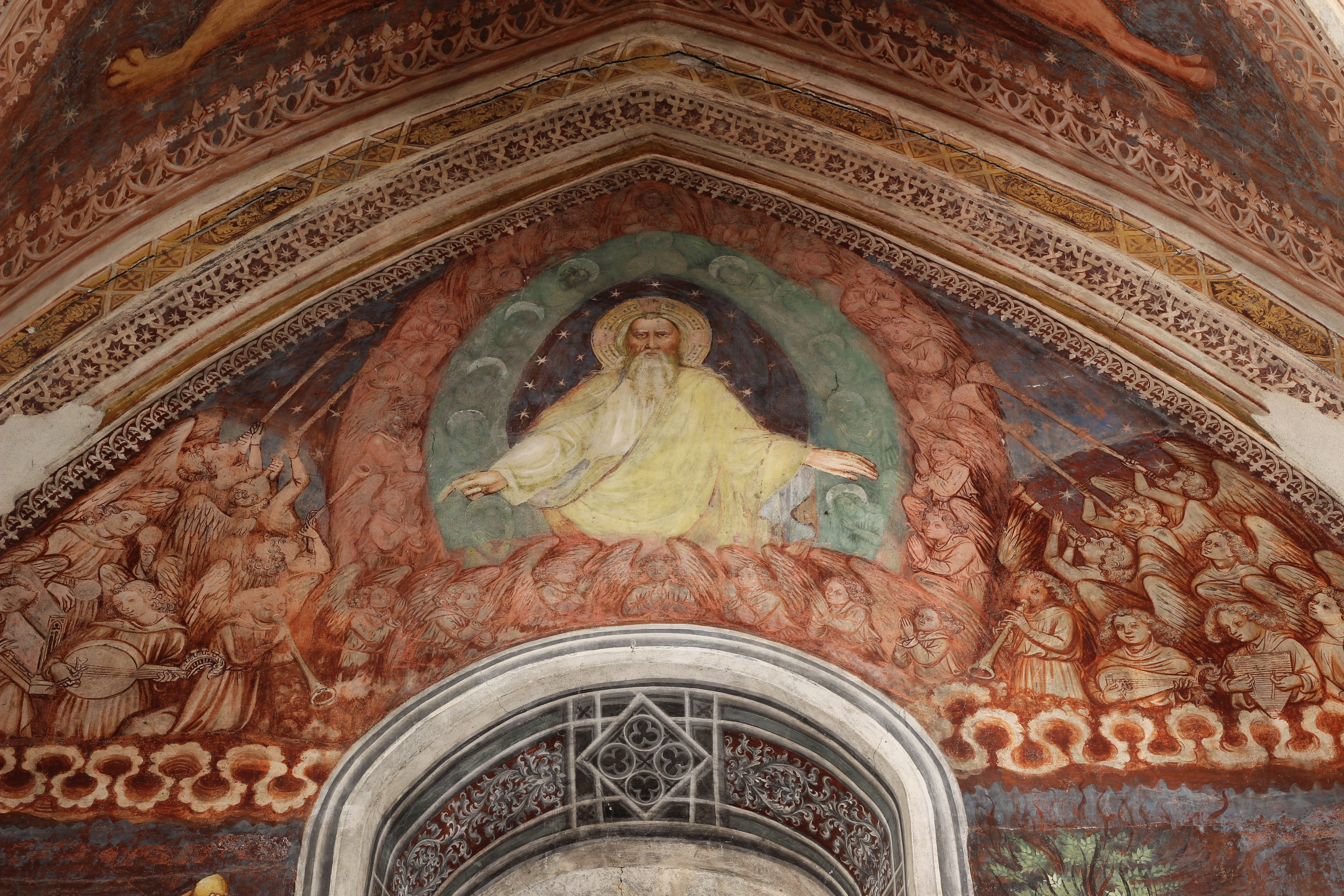
Gottvater in der Glorie

Die Friedhofskapelle ist mit spätgotischen Fresken des Meisters Wenzlaus ausgemalt, dessen Signatur und die Jahresangabe 1415 sich an einem Löwen mit Schriftband befinden. Nach herrschender Meinung – da vom Namen her, chronologisch und stilistisch passend – ist er derselbe aus Prag stammende Wenzeslaus, der Hofmaler des Georg I. von Liechtenstein (Bischof von Trient) war und den Monats-Freskenzyklus im Adlerturm der fürstbischöflichen Residenz Castello del Buonconsiglio gestaltete. Dargestellt in der Friedhofskapelle Riffian sind Szenen aus dem Alten Testament (Mannaspeisung, Moses zerschlägt die Götzensäule) sowie aus dem Neuen Testament (Anbetung der Könige, Flucht nach Ägypten, 12-jähriger Jesus im Tempel, Kreuztragung, Auffindung des Kreuzes durch Konstantins Mutter Helena). Dominant an der Altarwand, vor der einst das Gnadenbild stand, ist Gottvater als bärtige Gestalt mit ausgebreiteten Armen, umgeben von Glorie musizierender Engel, ausgeführt. In den Gewölbezwickeln sind die vier Kirchenväter und die vier Evangelistensymbole abgebildet.
Die sorgfältige Ausgestaltung der kleinen Friedhofskapelle durch einen Künstler von überregionaler Bedeutung macht nur im Zusammenhang mit der Marienwallfahrt Sinn; da es keine exakten Belege über deren Beginn gibt, folgern Historiker im Umkehrschluss, dass es sie zur Entstehungszeit der Fresken (terminus ante quem) spätestens gegeben haben muss.

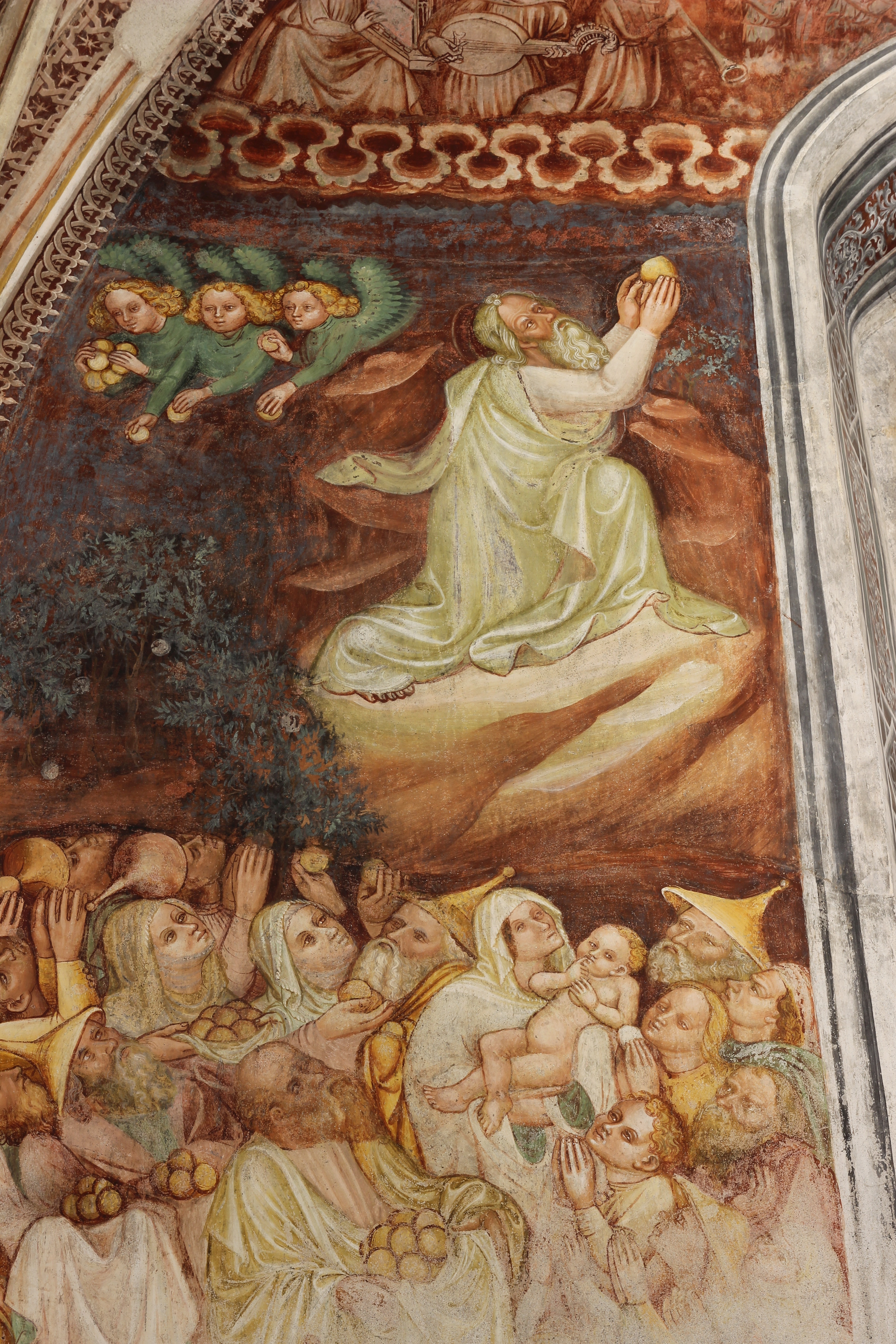
Mannaregen
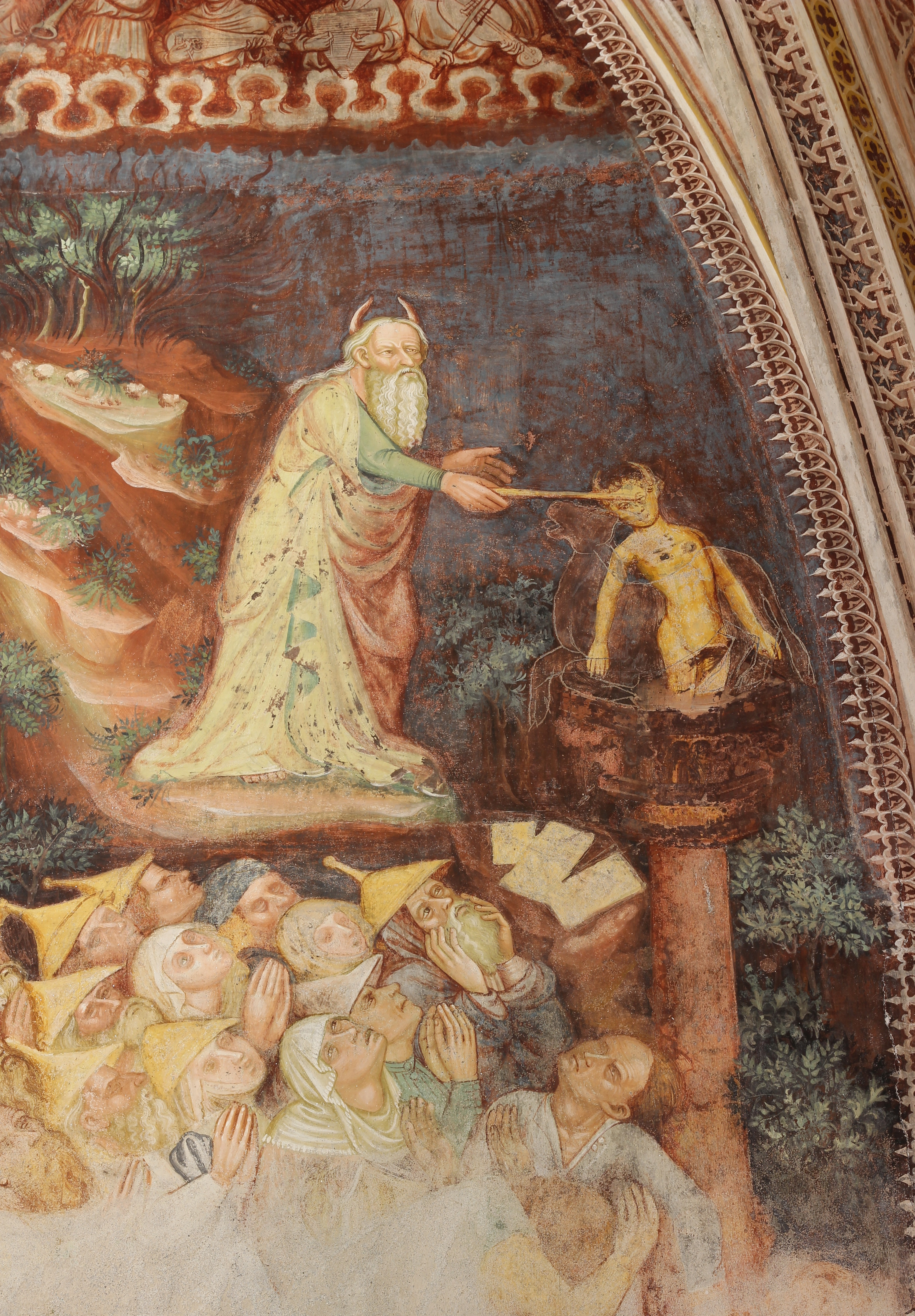
Moses zerschlägt das Goldene Kalb
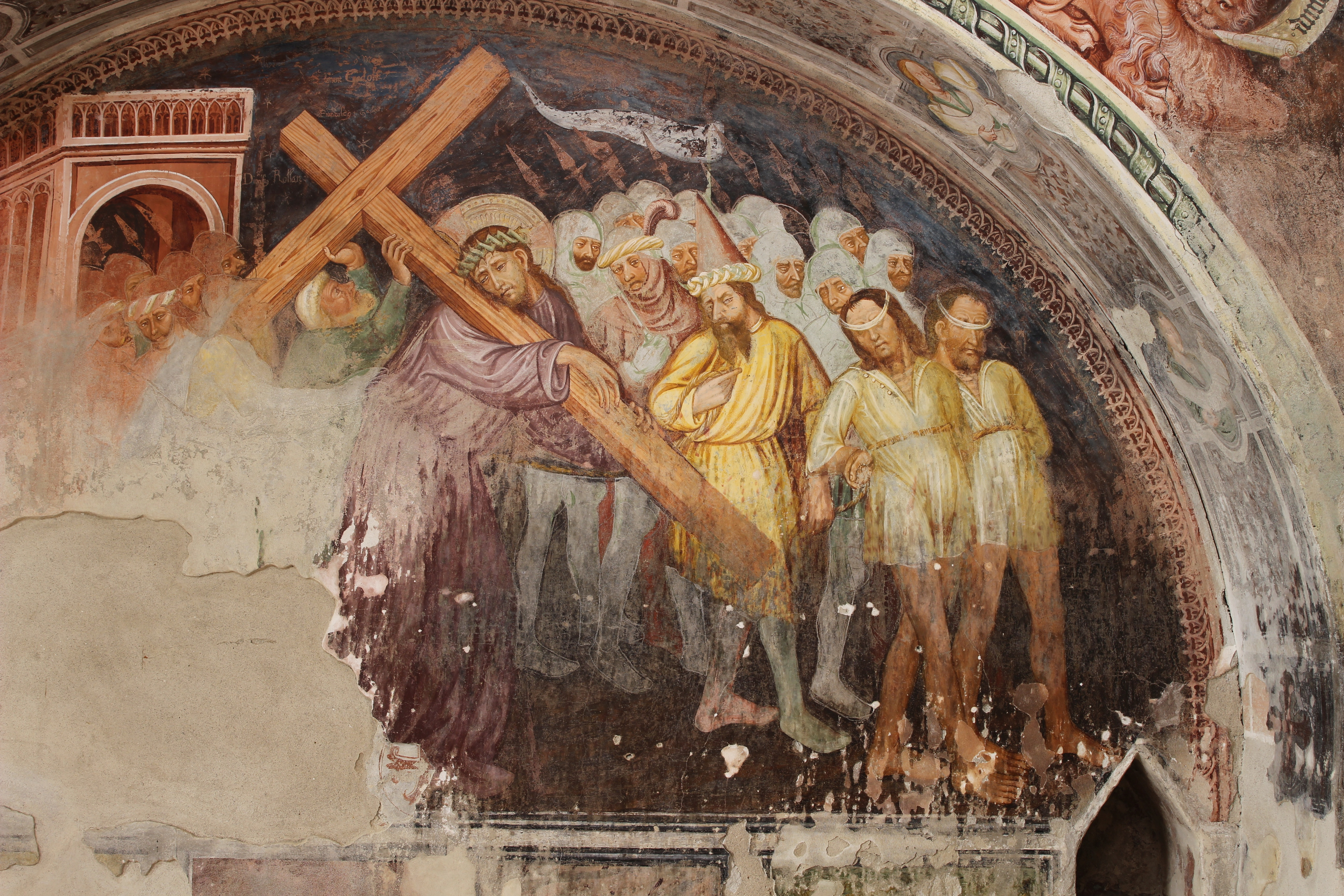
Kreuztragung
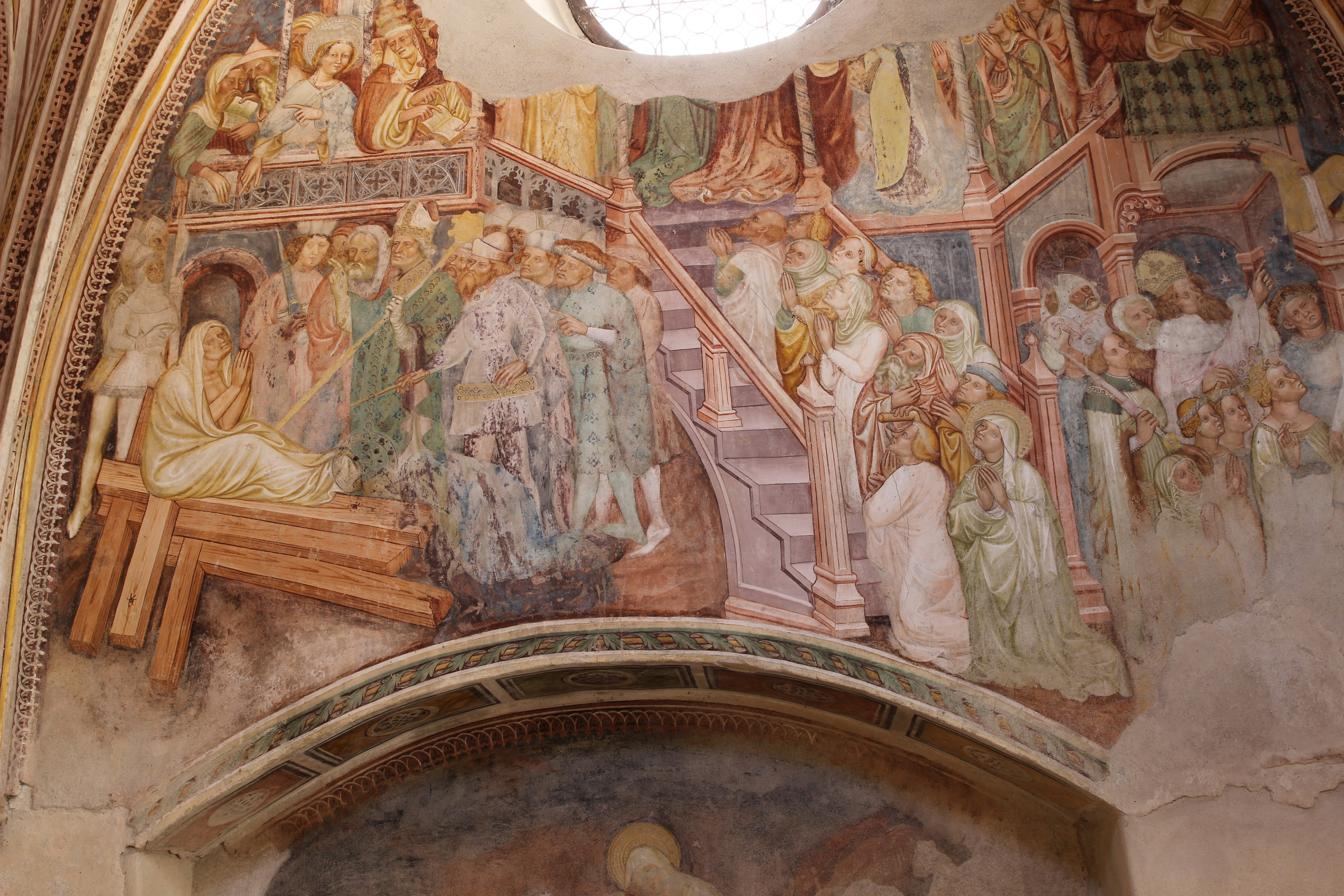
Kreuzauffindung